# Carlos Soria Saiz
Carlos Soria Saiz (Valladolid, 6 de diciembre de 1936) es un periodista español. Catedrático emérito de la Universidad de Navarra, fue decano de su Facultad de Comunicación (1975-1984). Pionero en la creación de consultorías para directivos de empresas informativas.

## Biografía
Carlos Soria nació en Valladolid en 1936. Hijo de Gregorio Soria Rodríguez (1901-1973) —contable en la fábrica de chocolates y torrefacción del café San Antonio— y María Dolores Saiz Azcárate-Ascasua (1902-1967) —una de las primeras supernumerarias del Opus Dei en Valladolid—. El matrimonio tuvo cinco hijos: José Luis, María Dolores, María Teresa, Carlos y María Isabel. José Luis (1932-2022) fue sacerdote y vivió en Canadá (desde 1976 hasta su fallecimiento) para desarrollar allí la labor apostólica del Opus Dei.
Tras estudiar en el colegio de Lourdes, de los Hermanos de las Escuelas Cristianas (Valladolid), se licenció en Derecho en la Universidad de Valladolid (1952-1957). Mientras estaba en la Universidad de Madrid comenzando a elaborar su tesis doctoral bajo la dirección del catedrático de Derecho penal, Juan del Rosal, que fue su primer maestro y el que más le influyó, aceptó el cargo de consejero delegado de la Agencia Europa Press (noviembre de 1959). A comienzos de los años sesenta, también asumió el cargo de consejero delegado del diario El Alcázar y del taller de Artes Gráficas Rotopress. En 1963, Carlos Soria invitó a José Luis Cebrián Boné a dirigir El Alcázar. Cebrían convirtió al diario vespertino en un diario popular, que practicaba —según decía el propio Cebrián— un periodismo 3D: dinámico, documentado y divertido.
En 1967 se trasladó a Navarra, para comenzar su carrera docente como profesor de Derecho de la Información en la Universidad de Navarra. El centro académico universitario le brindó la posibilidad de integrar sus dos pasiones: el Derecho y la Información. En Pamplona, coincidió entre otros con: Alfonso Nieto, Luka Brajnovic, Ángel Faus, Miguel Urabayen, Pedro Lozano Bartolozzi, José Javier Uranga y Fernando Pérez Ollo, además de Amadeo de Fuenmayor, que fue su director de tesis en Derecho —titulada "El director de publicaciones periódicas en el ordenamiento español" (1972)—.José María Desantes Guanter, primer catedrático español de Derecho de la Información en la Universidad Complutense, fue su maestro.
Fue Decano de la Facultad de Comunicación de la Universidad de Navarra (1975-1984),y curator del campus universitario.
En 1982, Carlos Soria, junto con Francisco Gómez Antón y Juan Antonio Giner, promovieron en el seno de la Universidad de Navarra, la entidad Innovación Periodística, dedicada a la organización de seminarios profesionales para directivos de empresas informativas. Fue el embrión de la consultora Innovation International Media Consulting Group,que tras constituirse en sociedad limitada mercantil (1997), se independizó de la Universidad de Navarra, y en sus primeros 35 años trabajó en 74 países.

## Publicaciones
- Gorriones & caballos, Pamplona, 2024, 212 pp., ISBN: 9788300405472.
- Momentos del Fundador de la Universidad de Navarra, Pamplona, Eunsa, 2024, 163 pp., ISBN: 9788431339364.
- Historias de complicidad, Amazon, 2023, 177 pp., ISBN: 9798864250488.
- Las casas del campus de la Universidad de Navarra, fotos de Manuel Castells, Pamplona, Eunsa, 2023, 331 pp., ISBN: 9788431338442.[13]
- Casa Lariz en Elorrio: algunos apuntes de lo que al respecto observó, escuchó, investigó, leyó y recordó, Amazon, 2022, 167 pp., ISBN: 9798777934437[14]
- Las fotos: un viaje por el universo gráfico del Innovation Media Consulting Group, Amazon, 2021, 469 pp., ISBN: 9798487280893
- El campus de la Universidad de Navarra, Pamplona, Eunsa, 2021, 312 pp. ISBN: 9788431336066.[15][16]
- Historias de Innovation: [35 años, 74 países]. Recuerdos del Innovation Media Consulting Group, Amazon, 2020, 814 pp., 2ª ed. rev., ISBN: 9798689984629
- La ética de las palabras modestas, Medellín, Editorial Universidad Pontificia Bolivariana, 1997, 226 pp., ISBN: 9589453384
- El laberinto informativo: una salida ética, Pamplona, Eunsa, 1997, 270 pp., ISBN: 8431315377
- Elogio de la intolerancia, Pamplona, Eunsa, 1996, 133 pp., ISBN: 8431314311
- La hora de la ética informativa, Barcelona, Mitre, 1991, 119 pp., ISBN: 8476520654
- La crisis de identidad del periodista, Barcelona, Mitre, 1989, 141 pp., ISBN: 847652039
- El síndrome de la inseguridad, Barcelona, Ediciones del Drac, 1989, 147 pp., ISBN: 8486532159
- Derecho de la información: análisis de su concepto, San José, Costa Rica, ECAM, 1987, 204 pp.
- Derecho a la información y derecho a la vida, Piura, Universidad de Piura, 1987, 106 pp., ISBN: 8440400136
- Desarrollo legislativo del derecho a la información : (Prensa, radio, televisión), Pamplona, Universidad de Navarra, Facultad de Ciencias de la Información, 1985, 138 pp.
- Derecho a la información y derecho a la honra, Barcelona, A.T.E., 1981, 139 pp., ISBN: 8474422582
- Orígenes del derecho de radiodifusión en España (1907-1936), Pamplona, Ediciones Universidad de Navarra, 1974, 233 pp., ISBN: 8431303220
- El director de periódicos, Pamplona, Ediciones Universidad de Navarra, 1972, 362 pp.